# ديفيد بارتون (كاتب)
ديفيد بارتون (بالإنجليزية: David Barton)‏ هو كاتب أمريكي، ولد في 1954 في أليدو في الولايات المتحدة.

## وصلات خارجية
- دايفيد بارتون على موقع IMDb (الإنجليزية)
- دايفيد بارتون على موقع إن إن دي بي (الإنجليزية)
- دايفيد بارتون على موقع قاعدة بيانات الفيلم (الإنجليزية)